# Pileus
Pour le pileus en mycologie, voir Chapeau (champignon).

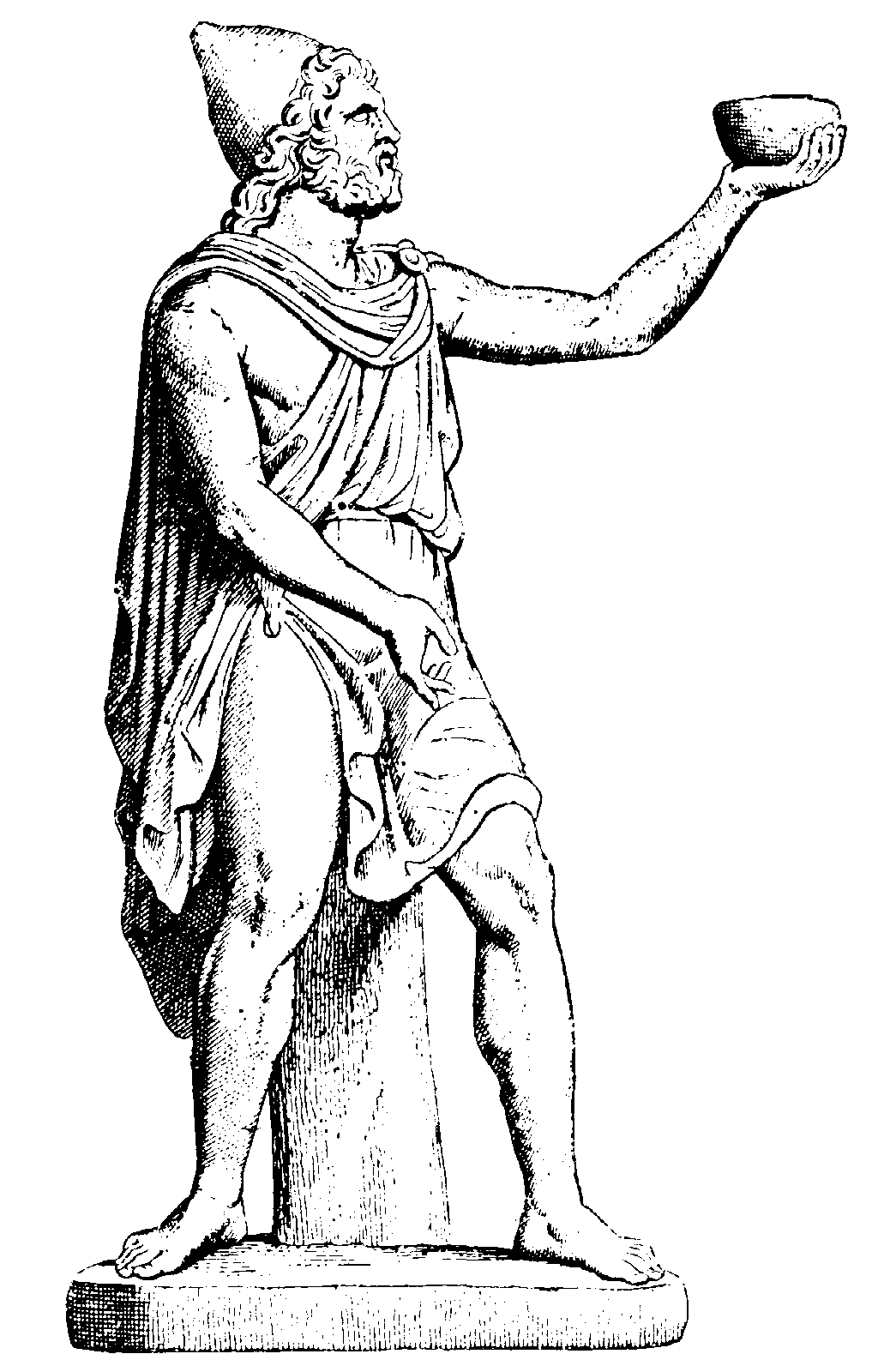
Ulysse coiffé du pilos.

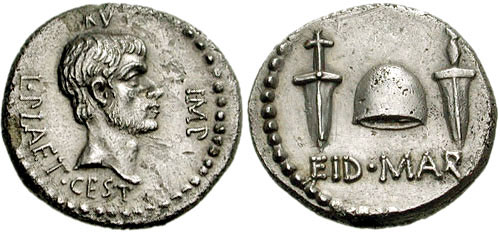
Denier de Brutus, 43-42 av. J.-C., au revers un pileus entre deux dagues : EID•MAR (ides de mars).

Le pileus ou pilleum (appelé pilos par les Grecs, πῖλος) est un bonnet en feutre qui, dans la Rome antique, coiffait les esclaves romains affranchis pour affirmer leur liberté. Il a inspiré le bonnet phrygien.

## Histoire
Le pilos, πῖλος en Grec ancien qui signifie « feutre », était un couvre-chef commun dans la Grèce antique. Il était fait en feutre ou en cuir. On peut reconnaître Castor et Pollux grâce à leur pilos sur les sculptures, bas-reliefs et peintures sur vase qui les représentent. Dans l'Antiquité déjà, on identifiait leur pilos aux restes de l'œuf duquel ils étaient issus.
Dans la Rome antique, lors d'une cérémonie marquant l'affranchissement d'un esclave, son maître le coiffait du pileus, symbole de sa liberté.
Après l'assassinat de Jules César, Brutus fait battre en 43-42 av.J.C. un denier d'argent avec son buste et au revers un pileus entre deux dagues dans l'intention d'honorer la liberté retrouvée avec la mort du tyran. La symbolique du pileus sera reprise plusieurs fois par la suite sur diverses monnaies.

### .Articles connexes
- Tignon